# Espasa (esgrima)

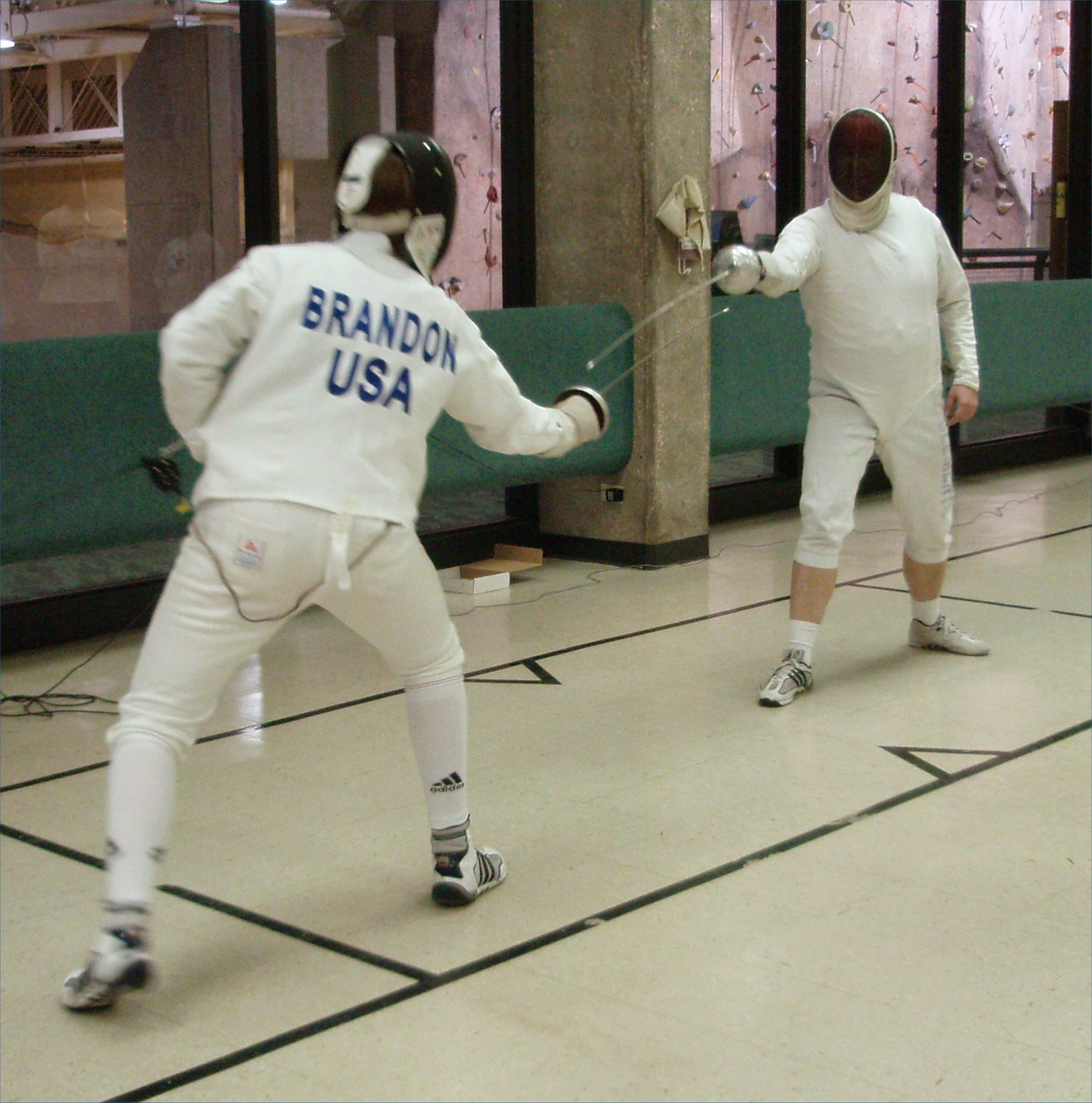
Combat d'espasa

L'espasa és un dels tres tipus d'arma usat en la disciplina esportiva de l'esgrima. El terme designa, a la vegada, l'arma emprada i la disciplina.
Una prova d'esgrima amb espasa forma part del Pentatló modern.

## Regles[1]

Objectius vàlids (tot el cos) en l'especialitat de l'espasa.

L'arma és similar al floret. Té una longitud de 110 cm i un pes màxim de 770 grams. És l'arma més pesada de les usades en l'esgrima. Té un full d'acer trempat flexible, de secció triangular, sense cantons tallants.
L'espasa està dissenyada per a puntuar tocant el botó al final de la fulla amb el cos del contrincant, tancant així un circuit elèctric, que fa que s'il·lumini una caixa amb el color apropiat, verd o vermell, en funció del competidor que anota el punt. La zona de tocat en espasa és tot el cos, inclosa la careta.
A diferència del floret i el sabre, en l'espasa no hi ha regles de prioritat en l'atac. Això vol dir que el punt se l'anota qui fa un tocat primer, però els tocats dobles són vàlids si aquest es produeix en un temps de 40 mil·lisegons (1/25è de segons) respecte a l'altre.

## Terminologia
Hi ha una terminologia pròpia d'esgrima formada per 476 termes que recull el Diccionari català d'esgrima.

## Descripció de l’espasa
Una espasa moderna d’esgrima es pot descriure en tres parts:
- fulla
- guarda
- empunyadura

### Fulla
- La fulla o ferro és d’acer trempat, amb una longitud de 90 cm (des de la guarda fins a la punta). El pes màxim serà de 770 g (Les espases de competició acostumen a ser més lleugeres: entre 300-450 g). Hi ha espases més curtes i lleugeres per a tiradors de menys de 13 anys.
  - L’any 1545 es va limitar per llei la llargària de la fulla de les espases normals portades pel carrer.[3]
- La secció és triangular. Hi ha dues formes possibles: en forma d’estrella de tres puntes o en forma de V. Els costats de la secció seran de 24 mm a tot estirar. Les vores no seran tallants.

### Guarda
La guarda o cassoleta pot tenir moltes formes, però totes s'assemblen a un escut hemisfèric. Aquest escut ha de passar per un cilindre de gàlib de 135 mm de diàmetre i 100 mm d’alçària.

### Empunyadura o puny
És la part que permet subjectar l’espasa. Antigament denominada mantí o mànec. Pot ser desmuntable, amb un sistema de rosca sobre l’espiga. Hi ha diverses empunyadures possibles: francesa, de pistola, ...

## Tractats d'esgrima
L'esgrima esportiva moderna és hereva de les tècniques amb espases de combat. Una llista d'obres especialitzades hauria de permetre estudis concrets sobre el tema.

### Tractats antics

#### SegleXV
- 1410. Fiore de’ Liberi. Flos Duellatorum.[4] (Hi ha una traducció al castellà que es pot descarregar en format pdf: Fiore Dei Liberi 'La Flor de las Batallas')
- 1474. Jaume Ponç (obra considerada perduda).[5][6][7]
  - La pèrdua aparent de l'obra de Jaume Pons és molt estranya. Hi havia un manuscrit a la Biblioteca del Escorial l'any 1931.

| « | 239. Maestro Ponce. Arte de esgrima, en lengua lemosina, con hermosas figuras y letras de oro. v. D. 1. 1. P. 9. Ms. H. I. 5, fols. 176 v. y 207 r. | » |
| — Catálogo de los manuscritos catalanes, valencianos, gallegos y portugueses de la biblioteca de El Escorial / Fr. Julián Zarco Cuevas. Pàgina 164. | |   |

- 1474. Pedro de la Torre (obra perduda)

#### SegleXVI
- 1509. Petrus Montis, Pedro del Monte o Pietro Moncio[8][9]
- 1531. Antonio Manciolino. Di Antonio Manciolino Bolognese opera nova: dove li sono tutti li documenti et vantaggi che si ponno havere nel mestier de l'armi d'ogni sorte.[10]
- 1532. Francisco Román (obra perduda)
- 1550. Achille Marozzo. Opera nova de l'arte de l'Armi.[11]
- c 1550. Anonimo bolognese. L'arte della spada.[12]
- 1553. Camillo Agrippa. Trattato di scienza d'arme. Et vn dialogo in detta materia[13]
  - Trattato Di Scientia d'Arme,con un Dialogo di Filosofia - Versió en PDF
- 1572. Giovanni dall'Agocchie. Dell'arte di scrimia.[14]
- 1573. Henry de Saint Didier. Traicte contenant les secrets dv premier livre svr l'espee sevle[15]
- 1580. Giacomo de Grassi. Ragione di adoprar sicuramente l'arme si da offesa, come da difesa[16]
- 1582. Jerónimo de Carranza. Libro de Hieronimo de Carança natural de Seuilla, que trata de la Philosophia de las armas y de su destreza y de la aggressio[n] y defension christiana.[17]

#### SegleXVII
- 1601. Marco Docciolini. Trattato in materia di scherma.[18]
- 1610. Ridolfo Capoferro. Gran simulacro dell'arte e dell'uso della scherma.[19]
- 1612. Luis Pacheco de Narváez. Compendio de la filosofia de las armas de Geronimo de Carrança.[20]
- 1628-1630. L'Académie de l'Épée, de Gérard Thibault d'Anvers.
- 1639. Luís Díaz de Viedma. Metodo de ensenanza de maestros en la ciencia filosofica de la verdadera destreza matematica de la armas. Barcelona.[21]
- 1642. Cristóbal de Cala. Desengaño de la espada, y norte de diestros. Cádiz.[22]
- 1667. Gómez Arias de Porres. Resvmen De La Verdadera Destreza En El Maneio De La Espada.[23]
- 1675. Francisco Antonio de Ettenhard. Compendio de los fundamentos de la verdadera destreza, y filosofia de las armas.[24]
- 1678. Pedro Texedo Sicilia de Teruel. Escuela de principiantes y promptuario de questiones en la philosophia de la berdadera destreça de las Armas[25]
- 1686.Francesco Antonio Marcelli. Regole della scherma: insegnate da Lelio, e Titta Marcelli[26]
- 1688. D. Juan Antonio de Arrieta, Arandía y Morentin. Resvmen de la Verdadera destreza, y modo facil para saber los caminos verdaderos en la Batalla, reducidos á Christianos, y Reales movimientos. Pamplona.
- 1755. L' académie de l'homme d'épée.[27]

#### Seglexix
- 1823. Eudaldo Thomase. Tratado de esgrima a pie y a caballo.[28]
- 1885. Schools and Masters of Fence: From the Middle Ages to the Eighteenth Century. E.Castle.[29]

### Obres modernes sobre esgrima esportiva
- 1908. L'escrime, le duel et l'épée. A.Edom.[30]
- 1994. Foil, Saber, and Épée Fencing: Skills, Safety, Operations, and Responsibilities. Maxwell R. Garret, Emmanuil G. Kaidanov, Gil A. Pezza.[31]
- 2010. Les fondamentaux de l'escrime: Fleuret, épée, sabre : S'initier et progresser. J.Capoani.[32]
- 2015. How to fence epee -The fantastic 4 method. C.Schrepfer.[33]
- 2016. Curso de esgrima. M.Fauré.[34]

## Espasistes cèlebres[35]
- Edoardo Mangiarotti
- Pàvel Kolobkov
- Laura Flessel
- Timea Nagy